# 1970-es Giro d’Italia
Az 1970-es Giro d’Italia volt az 53. olasz kerékpáros körverseny. Május 18-án kezdődött és június 7-én ért véget. Végső győztes a belga Eddy Merckx lett.

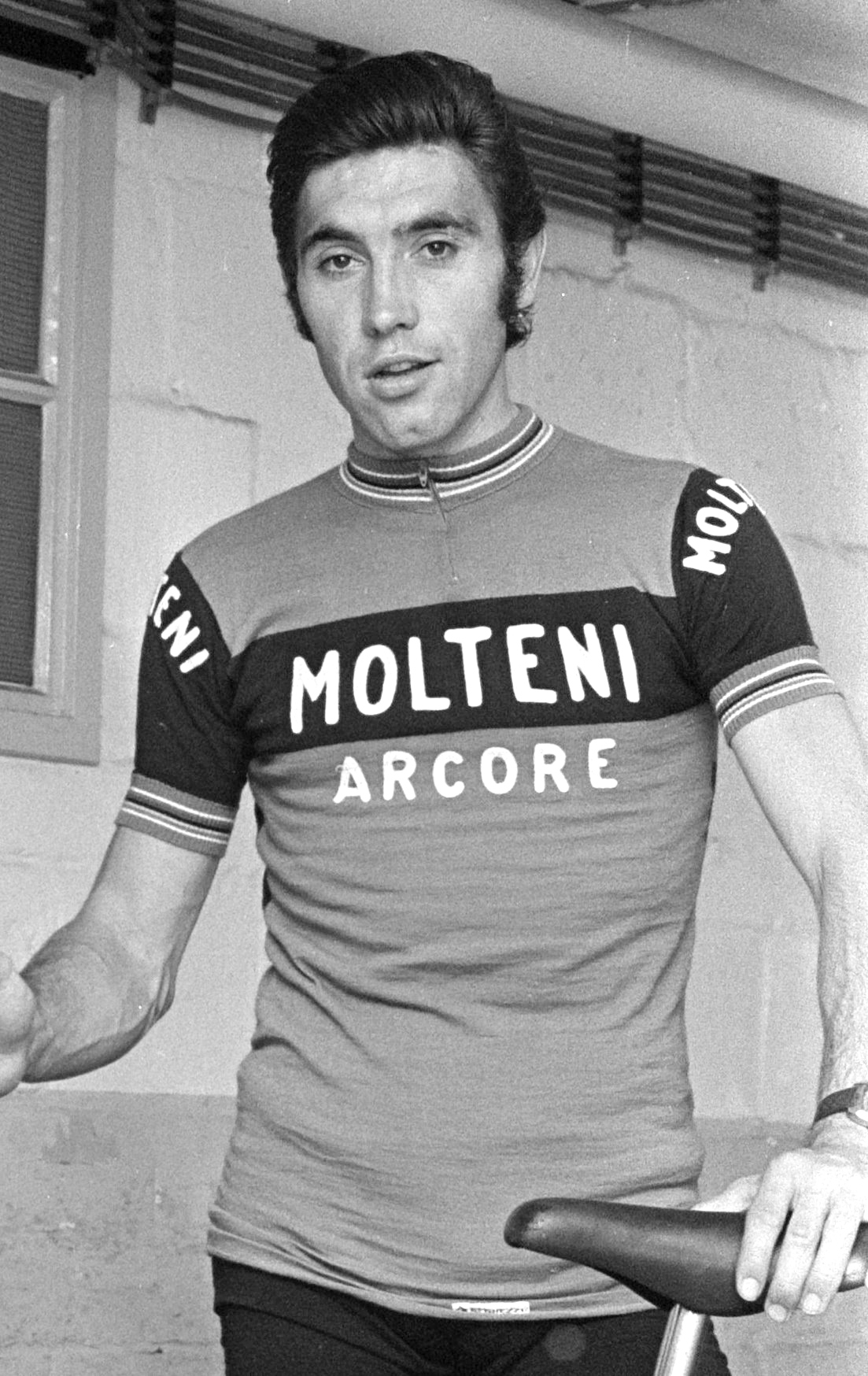
Eddy Merckx 1973-ban

## Végeredmény
|    | Versenyző                | Idő           |
| -- | ------------------------ | ------------- |
| 1  | Eddy Merckx              | 90 óra 08' 47 |
| 2  | Felice Gimondi           | + 3' 14       |
| 3  | Martin Van Den Bossche   | + 4'59        |
| 4  | Michele Dancelli         | + 7' 07       |
| 5  | Italo Zilioli            | + 8' 14       |
| 6  | Gösta Pettersson         | + 9' 20       |
| 7  | Franco Bitossi           | + 13' 10      |
| 8  | Miguel Maria Lasa Urquia | + 19' 25      |
| 9  | Ole Ritter               | + 21' 17      |
| 10 | Vittorio Adorni          | + 21' 29      |